# 데이비드 롱스트레스
데이비드 롱스트레스(영어: David Longstreth, 1981년 12월 17일 ~ 현재)는 미국의 싱어송라이터로 밴드 더티 프로젝터스에서 리드 싱어이자 기타리스트로 활동하고 있다.

## 생애
롱스트레스는 코네티컷주의 사우스베리에서 태어났다. 롱스트레스는 예일 대학교에 입학하여 2학년에 중퇴하기 전까지 음악을 전공하였다. 롱스트레스는 이에 대해 "그는 거의 기숙사 방에서 나오지 않았다. 그는 자신이 직접 음악을 만드는 데 완전히 몰두하고 있다는 걸 알았다. 하지만 정작 음악을 연주할 사람은 아무도 없었다."고 언급하였다. 대학교를 나온 이후에는 형제와 함께 오리건주의 포틀랜드로 가서 1집 “The Graceful Fallen Mango”를 작업하여 2002년에 발매하였다. 음반 완성 직후 롱스트레스는 학위를 마치기 위해 예일대로 돌아왔고 더티 프로젝터스라는 이름으로 음악을 만들기 시작하였다. 그리고 예일대에 있는 동안 해당 이름으로 여러 장의 음반을 녹음하기 시작했다.
2015년 롱스트레스는 리한나, 카니예 웨스트, 폴 매카트니의 컬래버레이션 곡 ‘FourFiveSeconds’에 참여하였다. 그리고 같은해 그는 ‘Michael Jordan’이라는 이름의 노래를 작곡하였다. 이 곡은 뉴욕 그룹 앙상블 LPR을 위해 만들어진 곡이었다. 또한 미국의 음악가 조애나 뉴섬의 음반 “Divers”에 수록된 노래 ‘Time, As a Symptom’에 오케스트라 편곡으로 이름을 올렸다. 이듬해에는 나이지리아의 음악가 봄비노의 음반 “Azel”을 프로듀싱하고 솔란지의 작품 “A Seat at the Table”에 참여하였다.
롱스트레스의 남동생은 화가이자 음악가, 그리고 인터넷 라디오 진행자인 제이크 롱스트레스이다.